# Rio Cărăbăneasa
O Rio Cărăbăneasa é um rio da Romênia, afluente do Negraşu, localizado no distrito de Prahova.